# Berezó
Berezó (szlovákul Brezová pod Bradlom, németül Birkenhain) város Szlovákiában, a Trencséni kerület Miavai járásában.

## Fekvése
Miavától 12 km-re délre, a Kis-Kárpátok lábánál fekszik.

## Története
A város területén már az újkőkorszakban is éltek emberek, pontosabban a lengyeli kultúra települése állt itt. Bronzkori és hallstatt kori csontvázas temetőt is feltártak.
A 13. században székely határőrök védték itt a határt. Első említése még pataknévként 1263-ban "Brezoua" alakban, IV. Béla király adománylevelében történik. Maga a falu csak 1595-ben szerepel először írott forrásban. A 16. században alapították a délről, a török elől menekülők. 1568-ban a csejtei váruradalom része, élén a községi bíró állt. 1661-ben 148 család lakta, 4 takács, 4 molnár, cipész, mészáros és tímár működött a településen. Első pecsétje 1678-ból maradt fenn. 1706-ban császári katonaság fosztotta ki. 1709-ben mezővárosi rangot kapott vásártartási joggal. 1715-ben 133 háztartása létezett. 1720-ban 8 malom működött a városban. 1750-ben 385 jobbágy és 315 zsellércsaládja volt. 1828-ban 902 házában 6313 lakos élt. Lakói főként mezőgazdasággal és kézművességgel foglalkoztak. A településnek egykor híres bőrdíszművesei voltak. Az 1840-es években Berezó a szlovák nemzeti öntudat és műveltség egyik központja volt. Az Erdődy, Csáky és Révay családok birtokolták. Iskoláját és könyvtárát 1842-ben alapították. Különösen a tímármesterség volt jelentős a városban, 1860 és 1890 között mintegy 300 mester dolgozott itt.
Vályi András szerint "BREZOVA. Mező Város Nyitra Vármegyében, földes Urai Gróf Erdődy, és Gróf Csáky Uraságok, nagy és népes tót helység; lakosai katolikusok, és evangelikusok, fekszik Vágujhelytöl harmadfél mértföldnyire, Turolúka, Prietisd, Miava, ’s Hrádek között. Nevezetes itt ’s ezen a’ környéken a’ sok hegyi tanya; a’ lakosok kopaniczéknek hívják. A’ meredek ’s nagyobb részént kopasz hegyek óldalain tudniillik imitt amott magános házak vagynak; a’ mellyekben laknak tót gazdák, marhát tartanak, kevés életre valót termesztenek ’s így éldegélnek, egyébaránt izmos testűek, hanem mivel igen ritkán társalkodnak más emberekkel, azért is tudatlanok, ’s vad forma indúlatúak. Határja szűk, fekvése hegyek, és halmok között esik, lakosai kézi mesterséggel, nevezetesen pedig timársággal, de kiváltpépen pályinka főzéssel élnek, mellyet faluról falura hordoznak, alig van egy ház, mellyben pályinkát nem égetnének. Határja soványas, fája elég minden szükségeikre, legelője nevezetes, makkoltatása is lehet, piatza három is nem meszsze, Ujhelyben, Csajtán, és Verbőczön, második Osztálybéli." 

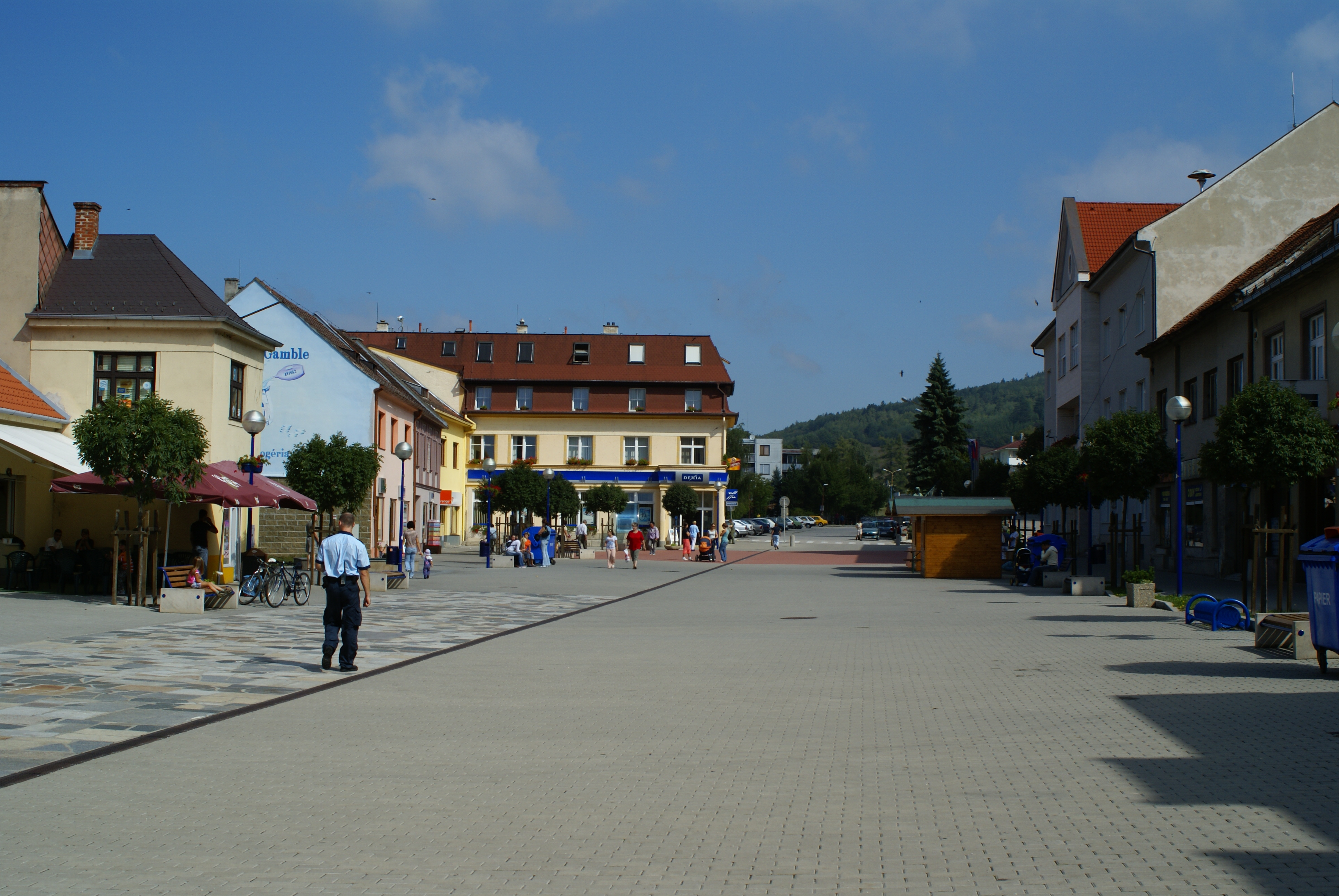
Berezó - az evangélikus templom

Fényes Elek szerint "Brezova, (Brezovecz), népes tót mező-város, Nyitra vármegyében, Nagy-Szombathoz 3 mfd., az ugynevezett Fejér hegyek közt. Lakosai, kik 246 katholikus, 5937 evangelikus, 142 zsidóból állanak, igen vagyonosak, s többnyire timárok, vargák, csizmadiák, kiknek bőrök nevezetes és kapós. – Határuk nagy és sovány; legelőjük elég, azért sok tehenet s más szarvasmarhát tartanak; mellyel, és kikészitett bőrökkel kereskednek; pálinkát is sokat égetnek; erdeje derék. Van itt katholikus és evangelikus anyaszentegyház, synagóga. F. u. ezt csekély somma pénzzel régi szerződés szerint megváltják, s ezenkivül az uraságnak semmi allodiuma itt nincsen."
A trianoni békeszerződésig Nyitra vármegye Miavai járásához tartozott.

## Népessége
| Év:            | 1994. | 2004.   | 2014.   | 2024.   |
| -------------- | ----- | ------- | ------- | ------- |
| Emberek száma: | 5693  | 5452    | 4996    | 4543    |
| Eltérés:       |       | -4,23 % | -8,36 % | -9,06 % |

| Év:            | 2023. | 2024.   |
| -------------- | ----- | ------- |
| Emberek száma: | 4607  | 4543    |
| Eltérés:       |       | -1,38 % |

1910-ben 4867 lakosából 4589 szlovák, 115 német és 101 magyar.
2001-ben 5567 lakosából 5332 szlovák volt.
2011-ben 5110 lakosából 4713 szlovák.
2021-ben 4848 lakosából 4535 szlovák, 6 magyar, 4 cigány, 1 ruszin, 78 egyéb és 224 ismeretlen nemzetiségű volt.

## Neves személyek
- Határában, az 543 m magas Brádló-hegyen van eltemetve Milan Rastislav Štefánik tábornok, Csehszlovákia egyik megalapítója.
- Itt született 1796-ban Samuel Jurkovič pedagógus, kultúraszervező, szövetkezetalapító.
- Itt született 1844-ben Štefan Fajnor szlovák zeneszerző, ügyvéd.
- Itt született 1884-ben Drahos János választott püspök.
- Itt született Štefan Osuský (1889-1973) diplomata, politikus, egyetemi oktató.[7]
- Állítólag itt született Rosenfeld Mayer (1830-1908) miskolci főrabbi.
- Itt tanított Matej Miškóci (1886-1952) szlovák pedagógus, iskolafelügyelő.
- Itt tanított Ján Valašťan Dolinský (1892–1965) szlovák zeneszerző, népzenegyűjtő, tanár, újságíró, eszperantista.

## Nevezetességei
- A Szentháromság-templom 1650-ben épült a korábban, 1590-ben épült reneszánsz-rokokó stílusban épült fatemplom alapjain.
- Evangélikus temploma 1784-ben épült, tornya 1795-ben készült el. 15 regiszteres orgonája 1834-ben épült. 1893-ban romantikus stílusban építették át.
- A szlovák nemzeti mozgalom több nagy alakjának is áll emlékműve a városban. Nemzeti emlékhely M. R. Štefánik 1928-ban épített monumentális sírja a város határában.

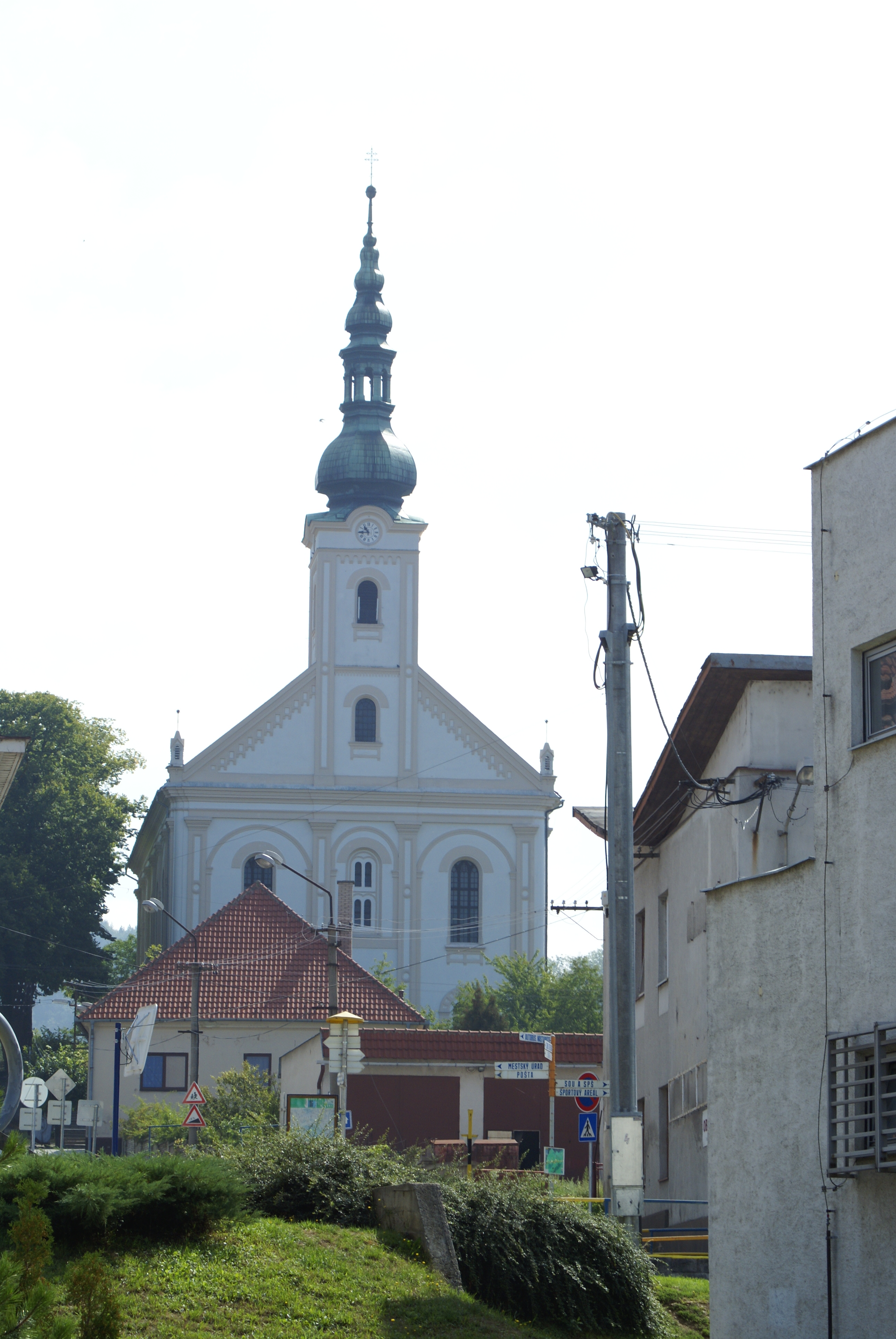
Berezó